# Condé Nast-Verlag
Condé Nast ist ein Verlag mit Hauptsitz in New York und London. Der Condé Nast-Verlag wurde 1909 von Condé Montrose Nast gegründet und gehört dem amerikanischen Medienunternehmen Advance Publications. Zu den bekanntesten Marken des Condé Nast Verlags zählen unter anderem Vogue, Glamour, GQ und AD Architectural Digest.

## Geschichte

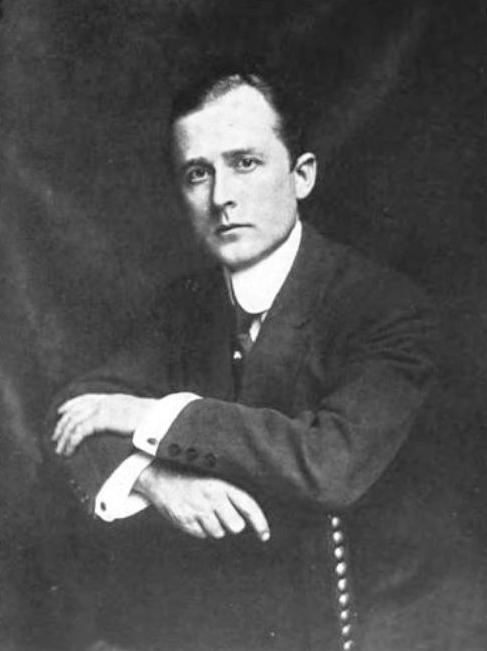
Condé Montrose Nast

### Gründung
Der US-amerikanische Journalist Condé Montrose Nast (* 26. März 1873 in New York; † 19. September 1942) kaufte 1909 die Zeitschrift Vogue und gründete somit den Verlag Condé Nast Publications.

### Aufbau und Entwicklung
1913 erschien die erste Ausgabe der von Nast übernommenen Zeitschrift Vanity Fair, mit dem Titel Dress & Vanity Fair.
Daraufhin erschien 1916 die erste Ausgabe der britischen Vogue und auch 1928 zum ersten Mal in Deutschland.
1924 erfand Condé Nast den „randabfallenden Druck“, ein Verfahren, das bis heute weltweit angewandt wird. Dieses ermöglicht, die Seiten bis zum Rand zu bedrucken. Auch in anderen Bereichen fiel auf, dass Condé Nast sehr innovativ war.
1932 zum Beispiel erschien die US-amerikanische Ausgabe der Vogue als weltweit erstes Magazin mit einem Farbfoto auf dem Titel, was zu der Zeit noch nicht üblich war.
1939 erschien in den Vereinigten Staaten die erste Ausgabe der Zeitschrift Glamour, welche die letzte Zeitschrift ist, die von Condé Montrose Nast persönlich entwickelt wurde. Denn dieser starb am 19. September 1942 im Alter von 69 Jahren in New York. Nach seinem Tod wurde der Verlag von der Erbengemeinschaft übernommen und weitergeführt, mit mehrfachem Besitzerwechsel.
1959 kaufte Samuel Irving Newhouse Sr. Condé Nast Publications und auch heute ist der Verlag im Privatbesitz der Familie Newhouse. 1978 wurde auch die deutsche Niederlassung von Condé Nast International im Jahr 1978 in München gegründet. Das Magazin GQ Gentlemen’s Quarterly wurde 1979 von dem Verlag erworben, welches 1997 erstmals in Deutschland erschien, und gehört heute mit zu den bekanntesten Publikationen. Ebenso das 1985 erworbene US-amerikanische Magazin The New Yorker, welches bis heute eines der renommiertesten Kultur- und Gesellschaftsmagazine der Vereinigten Staaten ist. Das 1920 gelaunchte Innendesign-Magazin AD Architectural Digest wurde 1993 übernommen und erschien 1997 das erste Mal in Deutschland.

## Heute
Mit der Zeit wuchs der Verlag zu einem großen internationalen Medienunternehmen und entwickelte verschiedenste Geschäftsbereiche, dazu gehören die Condé Nast Manufaktur, eine Kreativagentur für Premium-Lebensstil- und Luxusmarken, sowie Studio Condé Nast, ein hausinternes Studio.